# 667 Denise
667 Denise је астероид главног астероидног појаса са пречником од приближно 81,28 .
Афел астероида је на удаљености од 3,790 астрономских јединица (АЈ) од Сунца, а перихел на 2,569 АЈ.
Ексцентрицитет орбите износи 0,192, инклинација (нагиб) орбите у односу на раван еклиптике 25,407 степени, а орбитални период износи 2071,143 дана (5,670 година).
Апсолутна магнитуда астероида је 8,90 а геометријски албедо 0,073.
Астероид је откривен 23. јула 1908. године.